# Jörn Rosenberg
Jörn Rosenberg (* 27. April 1957 in Darmstadt) ist ein deutscher Diplomat im Ruhestand. Er war von 2019 bis 2023 Botschafter in der Mongolei. Vorher war er Generalkonsul in Almaty, Kasachstan.

## Werdegang
Jörn Rosenberg studierte nach Ableistung des Wehrdienstes Rechtswissenschaft in München, Kiel und Speyer. Darauf aufbauend studierte er Internationales Recht an der London School of Economics und der Universidad Javeriana in Bogotá/Kolumbien.
Nach Eintritt in den Auswärtigen Dienst führten ihn Auslandseinsätze an die Botschaften Moskau, Washington, Neu Delhi, Warschau und Prag und als Generalkonsul nach Temeswar/Rumänien (1997–2000).
Von  2013 bis 2016 war Rosenberg als ständiger Vertreter des Botschafters an der Botschaft Ottawa (Kanada) tätig, danach als Generalkonsul in Almaty.
Mitte 2019 wurde Rosenberg zum Botschafter in der Mongolei ernannt und am 9. August vom Staatspräsidenten der Mongolei, Chaltmaagiin Battulga, zur Übergabe seines Beglaubigungsschreibens empfangen. In diesem Amt wurde er im August 2023 von Helmut Kulitz abgelöst.
Rosenberg ist verheiratet und hat zwei Kinder.